# Rhyzobius
Genre
Rhyzobius est un genre d'insectes coléoptères de la famille des coccinelles.

## Liste des espèces
D'après BioLib (16 janv. 2015) :
- Rhyzobius bassus Normand, 1938
- Rhyzobius bipartitus Fuente, 1918
- Rhyzobius chrysomeloides (Herbst, 1792)
- Rhyzobius forestieri (Mulsant, 1853)
- Rhyzobius litura (Fabricius, 1787)
- Rhyzobius lophanthae (Blaisdell, 1892)
- Rhyzobius oculatissimus Wollaston, 1857

D'après ITIS (16 janv. 2015) :
- Rhyzobius forestieri (Mulsant, 1853)
- Rhyzobius lophanthae (Blaisdell, 1892)
- Rhyzobius ventralis (Erichson, 1842) – en anglais, black lady beetle.

D'après NCBI (1er mai 2024) :
- Rhyzobius alphabeticus
- Rhyzobius chrysomeloides
- Rhyzobius forestieri
- Rhyzobius hilura
- Rhyzobius litura
- Rhyzobius lophanthae
- Rhyzobius noctuabundus
- Rhyzobius pseudopulcher
- Rhyzobius ventralis